# Isochariesthes lesnei sudanica
Isochariesthes lesnei sudanica es una subespecie de escarabajo longicornio del género Isochariesthes, tribu Tragocephalini, subfamilia Lamiinae. Fue descrita científicamente por Breuning en 1962.
Se distribuye por Benín, Costa de Marfil, Malí, República Centroafricana, Sudán y Chad. Mide aproximadamente 9,5 milímetros de longitud. El período de vuelo ocurre en los meses de marzo, junio, julio y septiembre.